# رسالة إلى أمة مسيحية
رسالة إلى أمة مسيحية (بالإنجليزية: Letter to a Christian Nation) هو كتاب للمؤلف وعالم الأعصاب والفيلسوف سام هاريس كتبه للرد على انتقادات تلقاها كتابه الأول نهاية الإيمان والكتاب على شكل رسالة مفتوحة إلى مسيحي في الولايات المتحدة الأمريكية.